# Esmery-Hallon
Esmery-Hallon est une commune française située dans le département de la Somme en région Hauts-de-France.

## Géographie
À une douzaine de kilomètres à l'est de Roye et à cinq kilomètres au sud-est de Ham, le village est accessible par la route départementale 17.

### Localisation

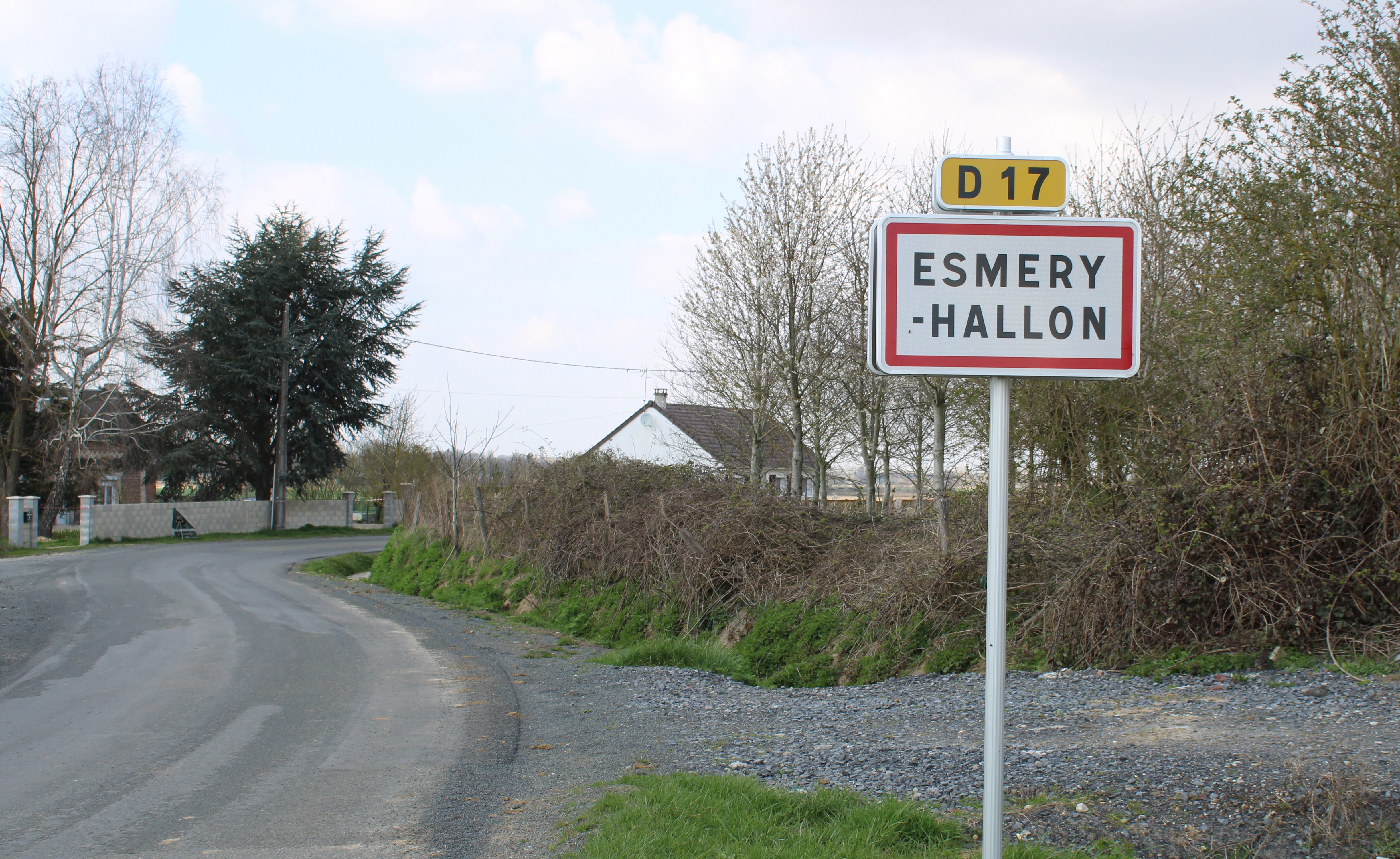
Entrée du village.

### Environnement
À la suite d'un orage survenu le 23 juin 2016, la commune, ainsi que cinq autres du secteur de Ham, est reconnue en état de catastrophe naturelle.

### Hydrographie

#### Réseau hydrographique
La commune est située dans le bassin Artois-Picardie. Elle est drainée par l'Allemagne, la Folie, le Bonneuil, la Fontaine de Villette et le ru de l'abbaye,.
L'Allemagne, d'une longueur de 13 km, prend sa source dans la commune de Fréniches et se jette  dans la Somme canalisée à Voyennes, après avoir traversé sept communes.

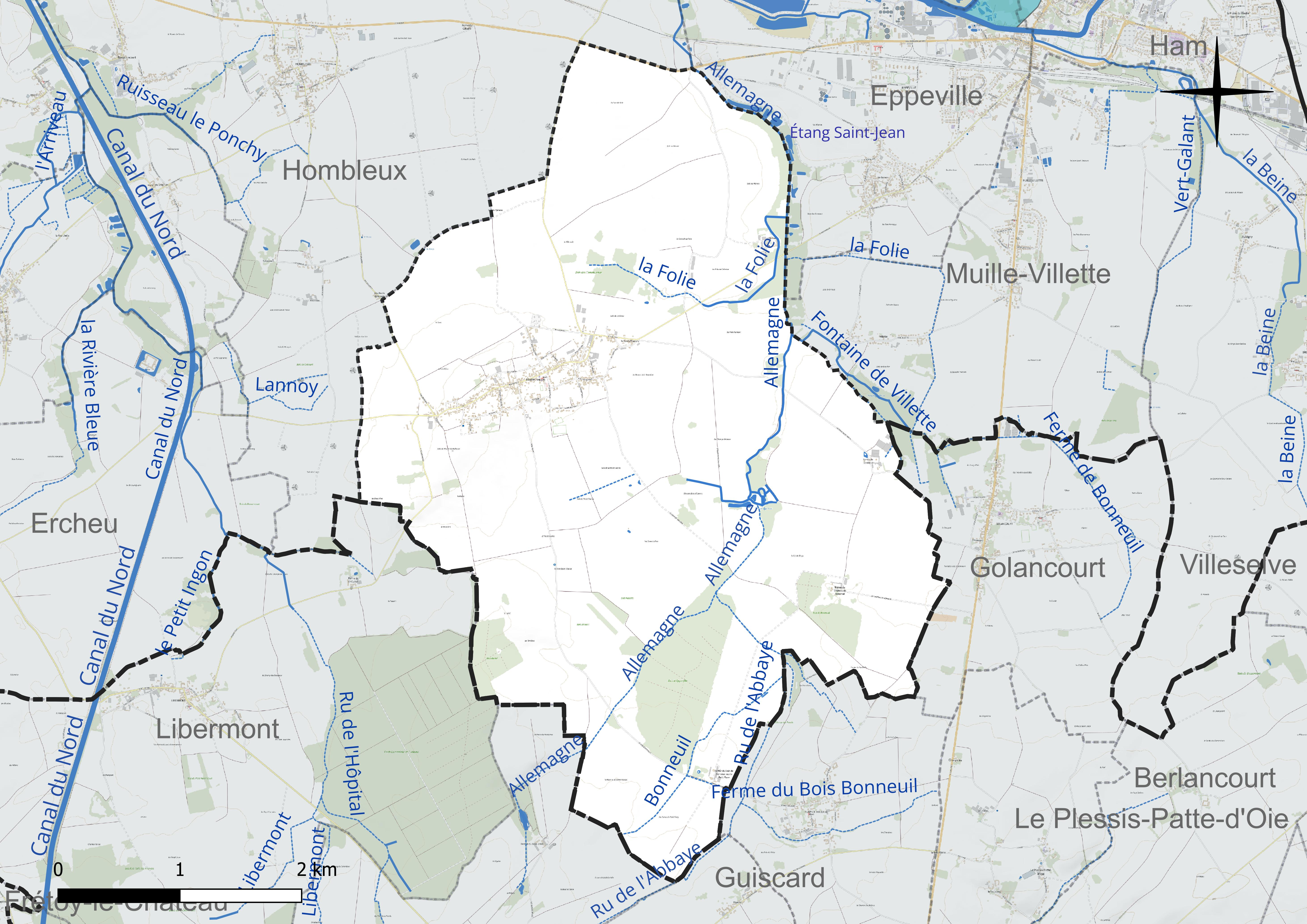
Réseau hydrographique d'Esmery-Hallon.

#### Gestion et qualité des eaux
Le territoire communal est couvert par le schéma d'aménagement et de gestion des eaux (SAGE) « Haute Somme ». Ce document de planification concerne un territoire de 1 798 km2 de superficie, délimité par le bassin versant de la Haute Somme est constitué d'un réseau hydrographique complexe de cours d'eau, de marais, d'étangs et de canaux. Le périmètre a été arrêté le 21 avril 2006 et le SAGE proprement dit a été approuvé le 15 juin 2017. La structure porteuse de l'élaboration et de la mise en œuvre est le syndicat mixte d'aménagement hydraulique du bassin versant de la Somme (AMEVA).
La qualité des cours d'eau peut être consultée sur un site dédié géré par les agences de l'eau et l'Agence française pour la biodiversité.

### Climat
Pour des articles plus généraux, voir Climat des Hauts-de-France et Climat de la Somme.
En 2010, le climat de la commune est de type climat océanique dégradé des plaines du Centre et du Nord, selon une étude du CNRS s'appuyant sur une série de données couvrant la période 1971-2000. En 2020, Météo-France publie une typologie des climats de la France métropolitaine dans laquelle la commune est exposée à un climat océanique et est dans la région climatique Nord-est du bassin Parisien, caractérisée par un ensoleillement médiocre, une pluviométrie moyenne régulièrement répartie au cours de l'année et un hiver froid (3 °C).
Pour la période 1971-2000, la température annuelle moyenne est de 10,3 °C, avec une amplitude thermique annuelle de 14,9 °C. Le cumul annuel moyen de précipitations est de 694 mm, avec 11 jours de précipitations en janvier et 8,8 jours en juillet. Pour la période 1991-2020, la température moyenne annuelle observée sur la station météorologique la plus proche, située sur la commune de Fontaine-lès-Clercs à 18 km à vol d'oiseau, est de 10,8 °C et le cumul annuel moyen de précipitations est de 683,4 mm,. Pour l'avenir, les paramètres climatiques de la commune estimés pour 2050 selon différents scénarios d'émission de gaz à effet de serre sont consultables sur un site dédié publié par Météo-France en novembre 2022.

## Urbanisme

### Typologie
Au 1er janvier 2024, Esmery-Hallon est catégorisée commune rurale à habitat dispersé, selon la nouvelle grille communale de densité à sept niveaux définie par l'Insee en 2022.
Elle est située hors unité urbaine. Par ailleurs la commune fait partie de l'aire d'attraction de Ham, dont elle est une commune de la couronne,. Cette aire, qui regroupe 13 communes, est catégorisée dans les aires de moins de 50 000 habitants,.

### Occupation des sols
L'occupation des sols de la commune, telle qu'elle ressort de la base de données européenne d'occupation biophysique des sols Corine Land Cover (CLC), est marquée par l'importance des territoires agricoles (90,4 % en 2018), une proportion sensiblement équivalente à celle de 1990 (90,8 %). La répartition détaillée en 2018 est la suivante : 
terres arables (81 %), zones agricoles hétérogènes (9,3 %), forêts (6,4 %), zones urbanisées (3,3 %). L'évolution de l'occupation des sols de la commune et de ses infrastructures peut être observée sur les différentes représentations cartographiques du territoire : la carte de Cassini (XVIIIe siècle), la carte d'état-major (1820-1866) et les cartes ou photos aériennes de l'IGN pour la période actuelle (1950 à aujourd'hui).

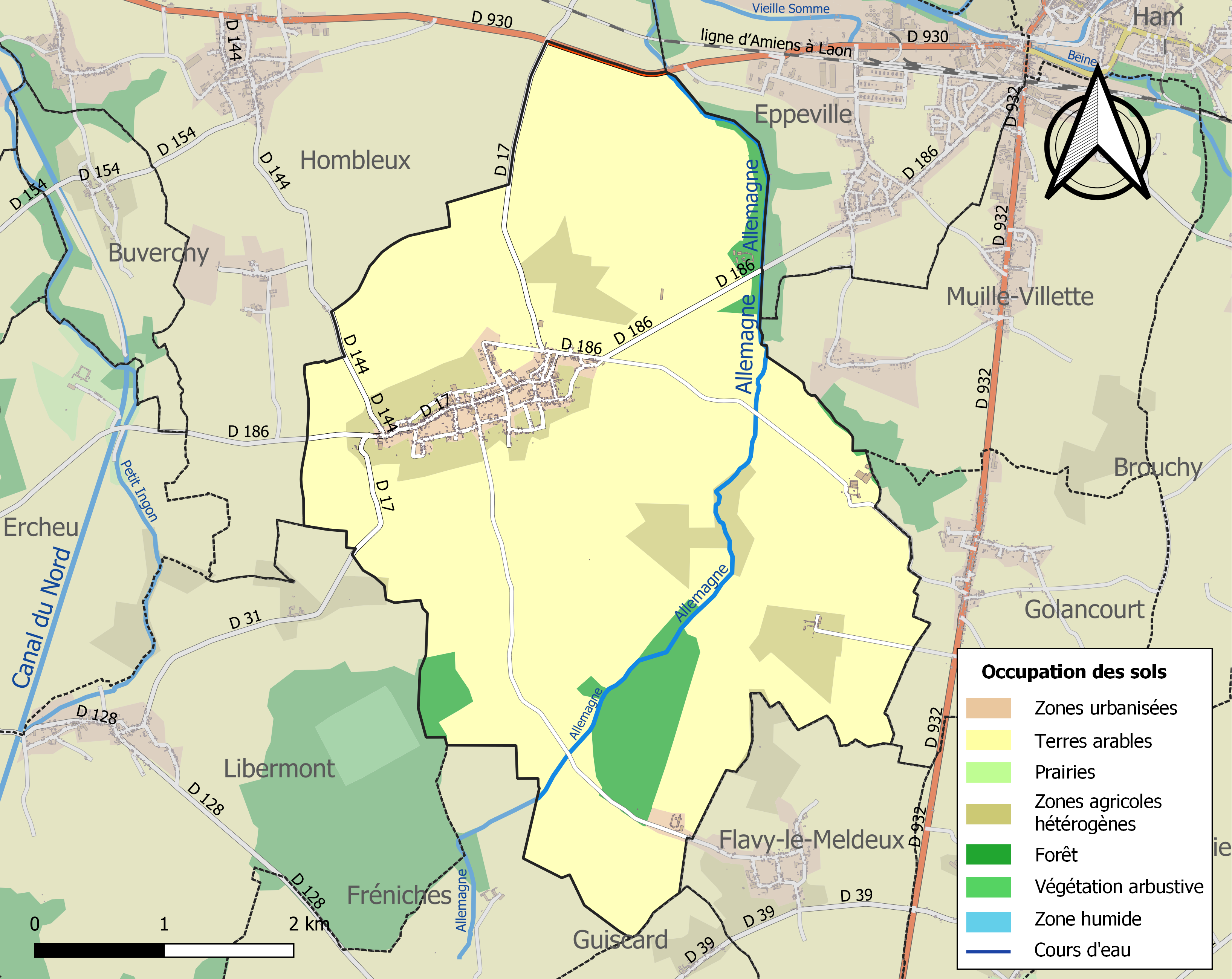
Carte des infrastructures et de l'occupation des sols de la commune en 2018 (CLC).

### Voies de communication et transports
La localité est desservie par les autocars du réseau inter-urbain Trans'80, Hauts-de-France (ligne no 53, Roye - Esmery-Hallon - Ham).

## Toponymie
Esmery  est attesté sous les formes Esmeriacum… ; Hesmeri en 1135 ; Vesmeri en 1145 ; Vesmery en 11.. ; Hesmereium en 11.. ; Wesmeri en 1193 ; Hesmeirio en 11.. ; Aismeri en 1222 ; Esmeri en 1230 ; Moiri en 1230 ; Vesmerium en 12.. ; Esmery en 1341 ; Esmeries en 1465 ; Aymery en 14.. ; Aismery en 14.. ; Aymery-Chatteau en 1592 ; Emery en 1638 ; Desmery en 1648 ; Emeri en 1733 ; Esmery-Hallon en 1764 ; Emerie en 1778 ; Eaner en 1787 ; Hemery en 1790 ; Emmery en 1824-28 ; Emery-Hallon en 1836.
Il s'agit d'une formation gallo-romaine en -(i)acum « lieu de, propriété de » qui a régulièrment abouti à la terminaison -y dans une grande partie du domaine d'oïl. Le premier élément Esmer- représente peut-être le nom de personne germanique Asmar.
Hallon, partie de Esmery-Hallon, est attesté sous les formes Halo en 1126 ; Halon en 1155 ; Halons en 1245 et en 1260 ; Hallon en 1733 ; Hallens en 1757.

## Histoire
Première Guerre mondiale
La commune est longuement occupée par l'armée allemande, qui détruit de nombreux bâtiments,.
À la fin de la guerre, la commune est considérée comme totalement détruite. Elle a été décorée de la Croix de guerre 1914-1918 le 27 octobre 1920.

## Politique et administration

### Rattachements administratifs et électoraux
La commune se trouve dans l'arrondissement de Péronne du département de la Somme. Pour l'élection des députés, elle fait partie depuis 1958 de la cinquième circonscription de la Somme.
La commune fait partie depuis 1793 du canton de Ham. Dans le cadre du redécoupage cantonal de 2014 en France, ce canton, dont la commune fait toujours partie, est modifié, passant passe de 19 à 67 communes.

### Intercommunalité
La commune faisait partie de la communauté de communes du Pays Hamois, qui succédait au district de Ham, créé en 1960, que Brouchy avait rejoint en 1961.
La loi portant nouvelle organisation territoriale de la République (Loi NOTRe) du 7 août 2015, prévoyant que les établissements publics de coopération intercommunale (EPCI) à fiscalité propre doivent avoir un minimum de 15 000 habitants, le schéma départemental de coopération intercommunale (SDCI) arrêté par le préfet de la Somme le 30 mars 2016 prévoit notamment la fusion des communautés de communes du Pays Hamois et celle du Pays Neslois, afin de constituer une intercommunalité de 42 communes groupant 20 822 habitants, et précise qu'il « s'agit d'un bassin de vie cohérent dans lequel existent déjà des migrations pendulaires entre Ham et Nesle. Ainsi Ham offre des équipements culturels, scolaires et sportifs (médiathèque et auditorium de musique de grande capacité, lycée professionnel, complexe nautique), tandis que Nesle est la commune d'accueil de grandes entreprises de l'agroalimentaire ainsi que de leurs sous-traitants ».
La fusion intervient le 1er janvier 2017 et la nouvelle structure, dont la commune fait désormais partie, prend le nom de communauté de communes de l'Est de la Somme,.

### Liste des maires
| Période                                  | Période                   | Identité         | Étiquette | Qualité                                                                                        |
| ---------------------------------------- | ------------------------- | ---------------- | --------- | ---------------------------------------------------------------------------------------------- |
| Les données manquantes sont à compléter. |                           |                  |           |                                                                                                |
| avant 1988                               | ?                         | Alain Villers    | DVG       |                                                                                                |
| mars 2001                                | 2008                      | Philippe Vasseur |           |                                                                                                |
| mars 2008                                | En cours (au 29 mai 2020) | François Laloi   | PS,       | Enseignant Vice-président de la CC du Pays Hamois (2014 → 2016) Réélu pour le mandat 2020-2026 |

## Population et société

### Démographie
L'évolution du nombre d'habitants est connue à travers les recensements de la population effectués dans la commune depuis 1793. Pour les communes de moins de 10 000 habitants, une enquête de recensement portant sur toute la population est réalisée tous les cinq ans, les populations de référence des années intermédiaires étant quant à elles estimées par interpolation ou extrapolation. Pour la commune, le premier recensement exhaustif entrant dans le cadre du nouveau dispositif a été réalisé en 2004.

En 2022, la commune comptait 713 habitants, en évolution de −8,12 % par rapport à 2016 (Somme : −1,26 %, France hors Mayotte : +2,11 %).
| 1793  | 1800  | 1806  | 1821  | 1831  | 1836  | 1841  | 1846  | 1851  |
| ----- | ----- | ----- | ----- | ----- | ----- | ----- | ----- | ----- |
| 1 120 | 1 024 | 1 274 | 1 300 | 1 452 | 1 437 | 1 427 | 1 459 | 1 302 |

| 1856  | 1861  | 1866  | 1872  | 1876  | 1881  | 1886  | 1891  | 1896  |
| ----- | ----- | ----- | ----- | ----- | ----- | ----- | ----- | ----- |
| 1 299 | 1 340 | 1 340 | 1 283 | 1 273 | 1 198 | 1 119 | 1 047 | 1 029 |

| 1901 | 1906 | 1911 | 1921 | 1926 | 1931 | 1936 | 1946 | 1954 |
| ---- | ---- | ---- | ---- | ---- | ---- | ---- | ---- | ---- |
| 992  | 954  | 903  | 602  | 745  | 701  | 766  | 750  | 806  |

| 1962 | 1968 | 1975 | 1982 | 1990 | 1999 | 2004 | 2006 | 2009 |
| ---- | ---- | ---- | ---- | ---- | ---- | ---- | ---- | ---- |
| 779  | 710  | 791  | 807  | 727  | 764  | 771  | 756  | 781  |

| 2014 | 2019 | 2022 | - | - | - | - | - | - |
| ---- | ---- | ---- | - | - | - | - | - | - |
| 777  | 748  | 713  | - | - | - | - | - | - |

### Enseignement
L'école primaire publique d'Esmey-Hallon compte 70 élèves à la rentrée scolaire 2017.

## Culture locale et patrimoine

### Lieux et monuments
- Église Saint-Martin[41].

Détruite pendant la Première Guerre mondiale,, elle est reconstruite en brique dans l'entre-deux-guerres.
- Chapelle Saint-Martin.

Reconstruite en 1959, la chapelle originelle était plus près du centre du village. Saint-Martin sur son cheval a été sculpté par un habitant.
- Ancien prieuré de Saint-Nicolas aux Bois, mentionné sur carte de Cassini.

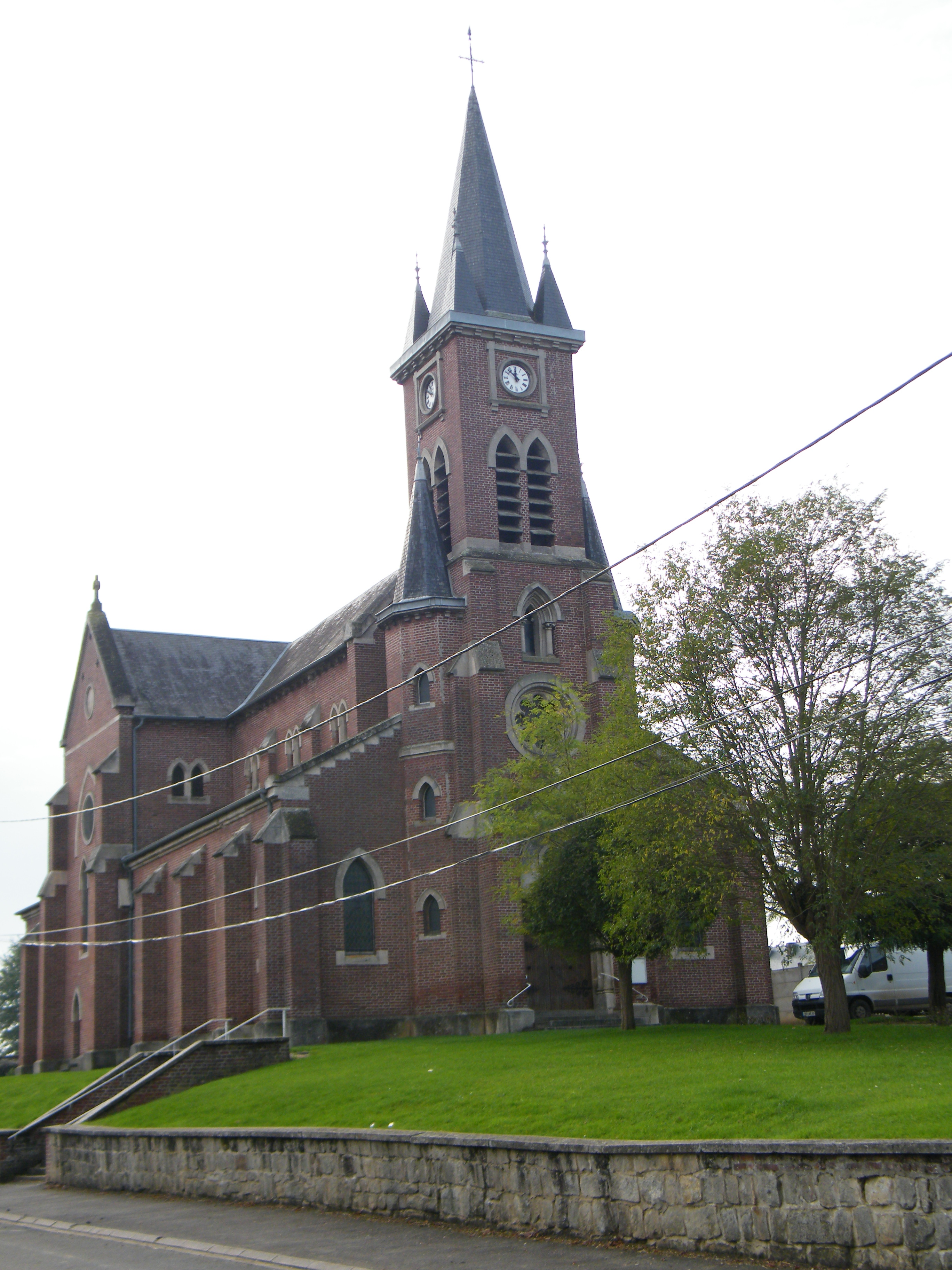
L'église Saint-Martin.
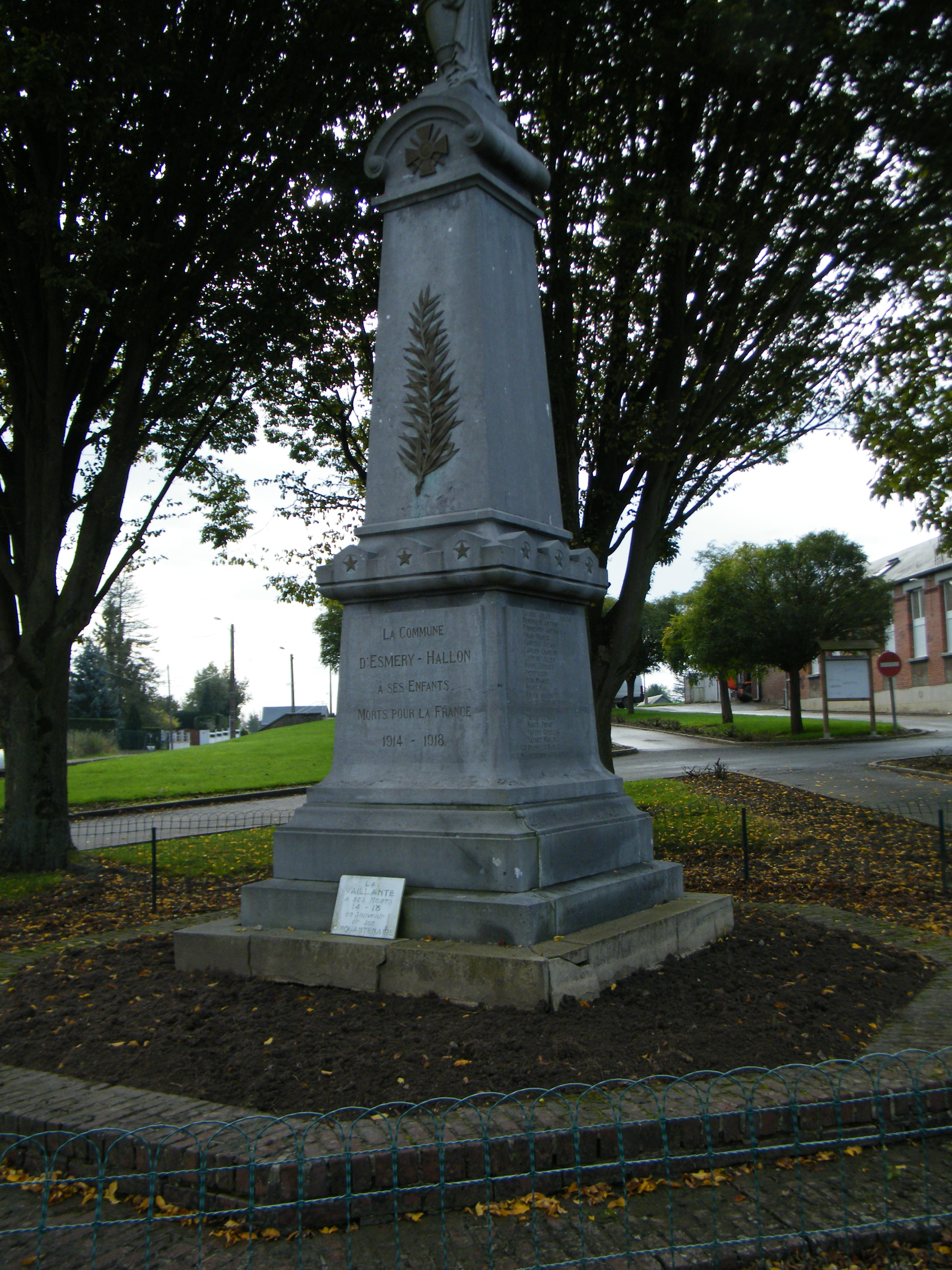
Le monument aux morts.
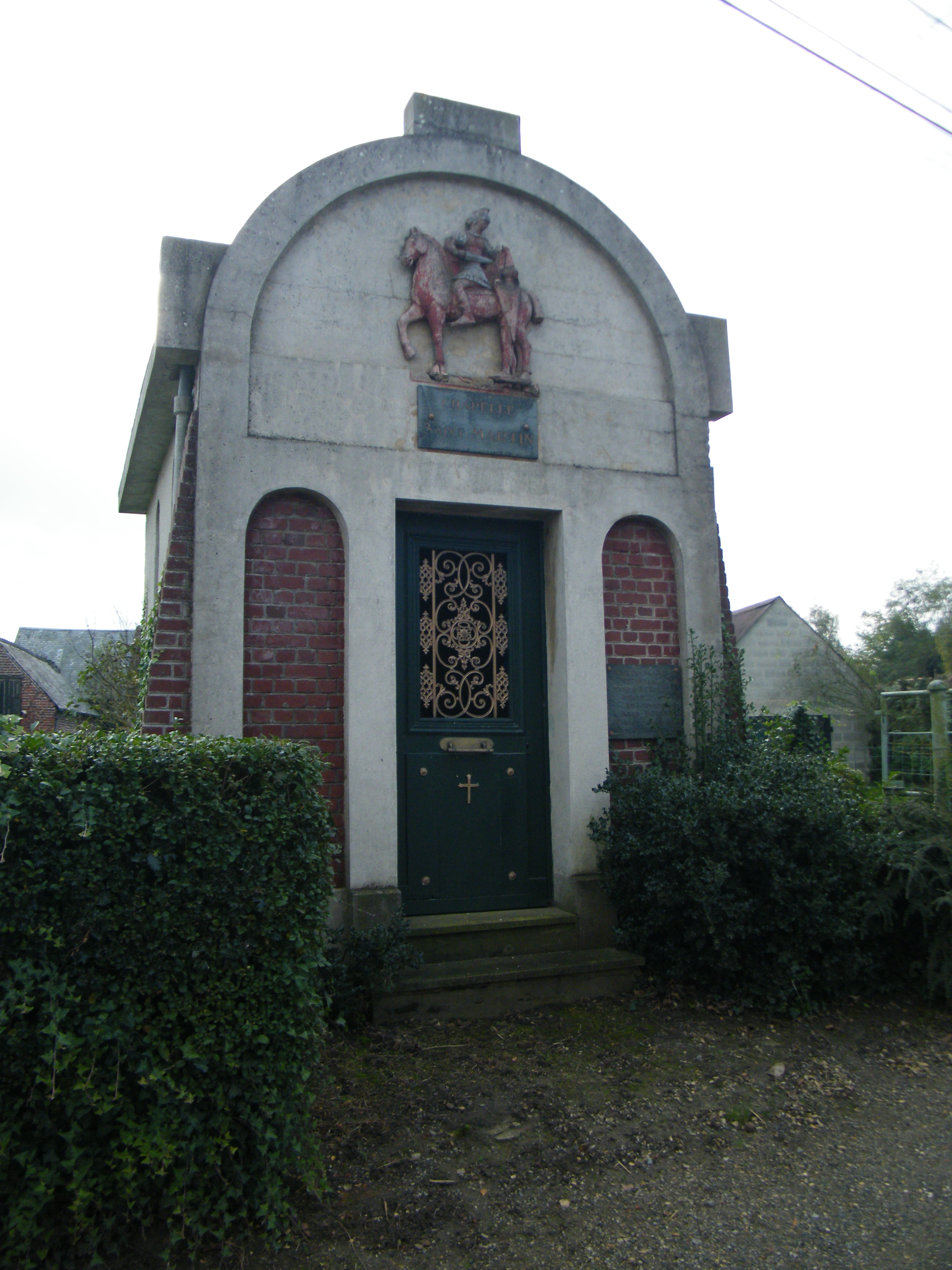
La chapelle Saint-Martin, en bordure de rue.

### Héraldique
|  | La commune possédait ces armoiries dans les années 1920, elles figurent sur la frise héraldique de la gare de Ham (1929). Il s'agit des armes de la famille d'Esmery, seigneurs du lieu, avec quelques modifications. Blasonnement : - D'azur au croissant d'or accompagné de cinq étoiles d'argent. Ornement extérieur : - Croix de guerre 1914-1918. |